# Хајланд Лејкс (Алабама)
Хајланд Лејкс (енгл. Highland Lakes) насељено је место без административног статуса у америчкој савезној држави Алабама.

## Демографија
По попису из 2010. године број становника је 3.926.
| Група             | 2000.    | 2010.         |
| Белци             | 0 (0,0%) | 3.405 (86,7%) |
| Афроамериканци    | 0 (0,0%) | 298 (7,6%)    |
| Азијати           | 0 (0,0%) | 89 (2,3%)     |
| Хиспаноамериканци | 0 (0,0%) | 64 (1,6%)     |
| Укупно            | 0        | 3.926         |